# NGC 5442
NGC 5442 في الفهرس العام الجديد، هي مجرة، تقع في كوكبة العذراء. اكتشفت في 11 يناير 1865 بواسطة ألبرت مارث.

## روابط خارجية
- NGC 5442 على موقع ويكي سكاي: DSS2, SDSS, GALEX, IRAS, Hydrogen α, X-Ray, Astrophoto, Sky Map, Articles and images